# Actinopus wallacei
Espèce
Actinopus wallacei est une espèce d'araignées mygalomorphes de la famille des Actinopodidae.

## Distribution
Cette espèce est endémique du Pará au Brésil,. Elle se rencontre vers Santarém.

## Description
La femelle holotype mesure 25 mm.
La femelle décrite par Sherwood, Ríos-Tamayo, Pett et Hinchcliffe en 2023 mesure 30,7 mm.

## Systématique et taxinomie
Cette espèce a été décrite par F. O. Pickard-Cambridge en 1896.

## Étymologie
Cette espèce est nommée en l'honneur de W. Wallace.

## Publication originale
- F. O. Pickard-Cambridge, 1896 : « On the Theraphosidae of the lower Amazons: being an account of the new genera and species of this group of spiders discovered during the expedition of the steamship "Faraday" up the river Amazons. » Proceedings of the Zoological Society of London, vol. 1896, p. 716-766 (texte intégral).